# Cléré-du-Bois

Cléré-du-Bois este o comună în departamentul Indre, Franța. În 1 ianuarie 2022 avea o populație de 234 de locuitori.